# Philippe Correia
Philippe Correia est un footballeur français né le 5 novembre 1971 au Creusot évoluant au poste de défenseur, reconverti entraîneur.

## Biographie
Philippe Correia est connu pour être l'un des piliers de la Division 2 (puis Ligue 2) au cours des années 1990 et 2000, deux décennies pendant lesquelles il dispute 396 matchs dans cette division sous les couleurs de quatre clubs : le FC Gueugnon, l'ASOA Valence, Le Mans UC et l'US Créteil.
Lors de la saison 2012-2013, il devient avec Eric Boniface, co-entraineur du FC Gueugnon en DH Bourgogne. Lors de la dernière journée, ils obtiennent la montée de l'équipe en CFA2 à domicile contre le SC Selongey devant une affluence record de 2200 spectateurs.
Après le départ pour raison personnelle d'Eric Boniface [archive] lors de l'intersaison 2014, Philippe Correia reste entraîneur de l'équipe A du FCG.
Philippe Correia a également la particularité d'être l'un des rares joueurs à avoir évolué en Division 1 (ex-L1) et en Division Honneur Régionale avec l'équipe une de son club.
Après les 7 premières journées de National 3 lors de la saison 2024-2025, Gueugnon est dernier avec seulement 4 points. Le 7 novembre 2024, le club publie un communiqué dans lequel Bernard Canard, président du FCG, annonce virer Philippe Correia avec effet immédiat. Il n'est donc plus l'entraîneur de Gueugnon, après 12 saisons. Le projet de retour au haut niveau ne se profile pas, et depuis plusieurs saisons, le club évite la relégation vers le Régional 1 sur le fil.

## Statistiques et palmarès
| Saison         | Club           | Division       | Championnat | Championnat | Coupe nationale | Coupe nationale | Coupe de la ligue | Coupe de la ligue | Total  | Total |
| Saison         | Club           | Division       | Matchs      | Buts        | Matchs          | Buts            | Matchs            | Buts              | Matchs | Buts  |
| -------------- | -------------- | -------------- | ----------- | ----------- | --------------- | --------------- | ----------------- | ----------------- | ------ | ----- |
| 1990–1991      | FC Gueugnon    | Division 2     | 1           | 0           | 0               | 0               | -                 | -                 | 1      | 0     |
| 1991–1992      | FC Gueugnon    | Division 2     | 8           | 0           | 0               | 0               | -                 | -                 | 8      | 0     |
| 1992–1993      | FC Gueugnon    | Division 2     | 27          | 0           | 2               | 0               | -                 | -                 | 29     | 0     |
| 1993–1994      | FC Gueugnon    | Division 2     | 33          | 2           | 0               | 0               | -                 | -                 | 33     | 2     |
| 1994–1995      | FC Gueugnon    | Division 2     | 16          | 0           | 0               | 0               | 0                 | 0                 | 16     | 0     |
| 1995–1996      | FC Gueugnon    | Division 1     | 33          | 1           | 1               | 0               | 1                 | 0                 | 35     | 1     |
| 1996–1997      | FC Gueugnon    | Division 2     | 39          | 4           | 2               | 0               | 0                 | 0                 | 41     | 4     |
| 1997–1998      | FC Gueugnon    | Division 2     | 24          | 0           | 0               | 0               | 1                 | 0                 | 25     | 0     |
| 1998–1999      | FC Gueugnon    | Division 2     | 25          | 0           | 0               | 0               | 1                 | 1                 | 26     | 1     |
| 1999–2000      | ASOA Valence   | Division 2     | 9           | 2           | 0               | 0               | 0                 | 0                 | 9      | 2     |
| 2000–2001      | Le Mans UC     | Division 2     | 19          | 0           | 2               | 0               | 0                 | 0                 | 21     | 0     |
| 2001–2002      | Le Mans UC     | Division 2     | 29          | 0           | 1               | 0               | 2                 | 0                 | 32     | 0     |
| 2002–2003      | Le Mans UC     | Ligue 2        | 22          | 1           | 2               | 0               | 2                 | 0                 | 26     | 1     |
| 2003–2004      | US Créteil     | Ligue 2        | 34          | 1           | 3               | 0               | 1                 | 0                 | 38     | 1     |
| 2004–2005      | FC Gueugnon    | Ligue 2        | 32          | 0           | 0               | 0               | 1                 | 0                 | 33     | 0     |
| 2005–2006      | FC Gueugnon    | Ligue 2        | 33          | 1           | 0               | 0               | 1                 | 1                 | 34     | 2     |
| 2006–2007      | FC Gueugnon    | Ligue 2        | 19          | 1           | 0               | 0               | 1                 | 0                 | 20     | 1     |
| 2007–2008      | FC Gueugnon    | Ligue 2        | 26          | 0           | 0               | 0               | 0                 | 0                 | 26     | 0     |
| 2008–2009      | FC Gueugnon    | National       | 1           | 0           | 0               | 0               | 0                 | 0                 | 1      | 0     |
| Total Gueugnon | Total Gueugnon | Total Gueugnon | 317         | 9           | 5               | 0               | 6                 | 2                 | 328    | 11    |
| Total Valence  | Total Valence  | Total Valence  | 9           | 2           | 0               | 0               | 0                 | 0                 | 9      | 2     |
| Total Le Mans  | Total Le Mans  | Total Le Mans  | 70          | 1           | 5               | 0               | 4                 | 0                 | 79     | 1     |
| Total Créteil  | Total Créteil  | Total Créteil  | 34          | 1           | 3               | 0               | 1                 | 0                 | 38     | 1     |
| Total carrière | Total carrière | Total carrière | 430         | 13          | 13              | 0               | 11                | 2                 | 454    | 15    |

Palmarès en tant qu'entraîneur du FC Gueugnon :
•Coupe de Bourgogne Franche-Comté : Finaliste (2) en 2019 et 2022.
•Championnat de National 3 Bourgogne Franche-Comté : Deuxième en 2019.